# Jan Henryk Klemm
Jan Henryk Klemm (zm. ok. 1777 r.) – architekt barokowy i pułkownik polski, dowódca 4. Regimentu Pieszego Buławy Wielkiej Koronnej w latach 1758–1768 pod Janem Klemensem Branickim. 

## Życiorys
Do Polski przybył z Saksonii razem z polskimi królami z dynastii Wettynów. Związany z dworem magnackim Jana Klemensa Branickiego i pracował w jego dobrach. Był żonaty z Katarzyną z Borodziców.
Był autorem projektów takich obiektów jak:
- Pałac Branickich w Choroszczy
- Dwór w Hołowiesku koło Bielska Podlaskiego (obecnie przebudowany)
- Pałac w Stołowaczu koło Bielska Podlaskiego (nieistniejący)
- Kościół św. Katarzyny i Świętej Trójcy w Tyczynie
- Brama Pałacu Branickich w Białymstoku
- elementy architektoniczne w Pałacu Branickich w Warszawie
- Ratusz w Białymstoku
- Projekt pałacu dla Sapiehów w Kosowie (Kosowie Poleskim?)
- prace w Pałacu Sapiehów w Warszawie
- Pałac w Dereczynie dla Sapiehów (atrybucja niepewna)
- projekt dzwonnicy-wieży zegarowej przy Kościele św. Józefa Oblubieńca i św. Antoniego z Padwy w Boćkach[1]
- projekt bramy z popiersiami ewangelistów przy plebanii w Tykocinie[2]
- pawilon dworski w Turośni Kościelnej (atrybucja przypuszczalna)[3]
- ornamenty do nagrobka Stanisława Branickiego w kościele w Białymstoku
- ołtarz w kościele w Choroszczy
- reperacja Pałacu Branickich w Grodnie
- prace w Brzostowicy
- prace w Pałacu w Radzyniu Podlaskim
- Pałac w Ostromęczynie dla podskarbiego Karola Sedlnickiego
- dom własny w Białymstoku

Był też autorem rysunków fragmentów ogrodów pałacowych w Białymstoku.

## Galeria dzieł

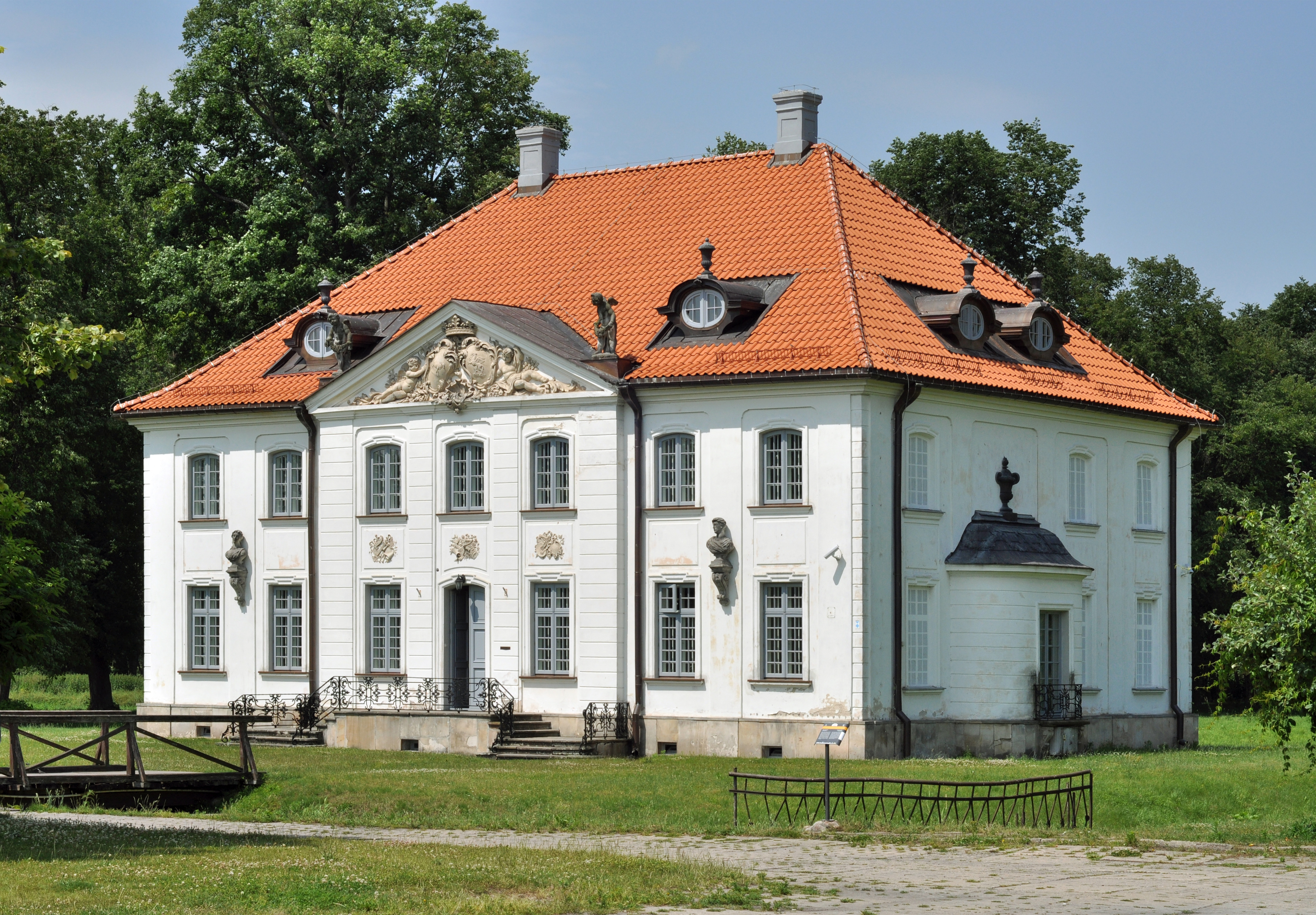
Pałac Branickich w Choroszczy
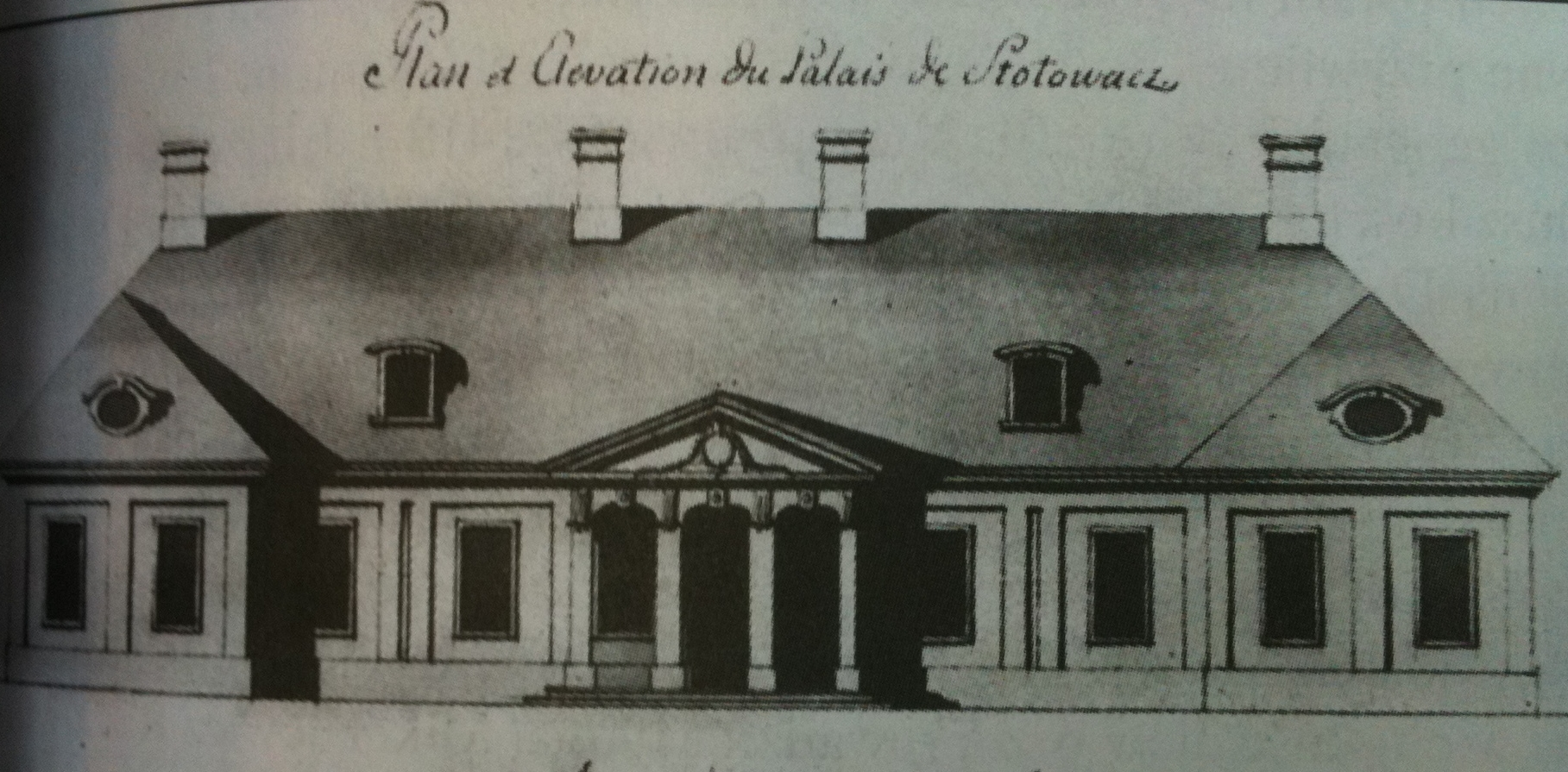
Dwór w Stołowaczu (nieistniejący)
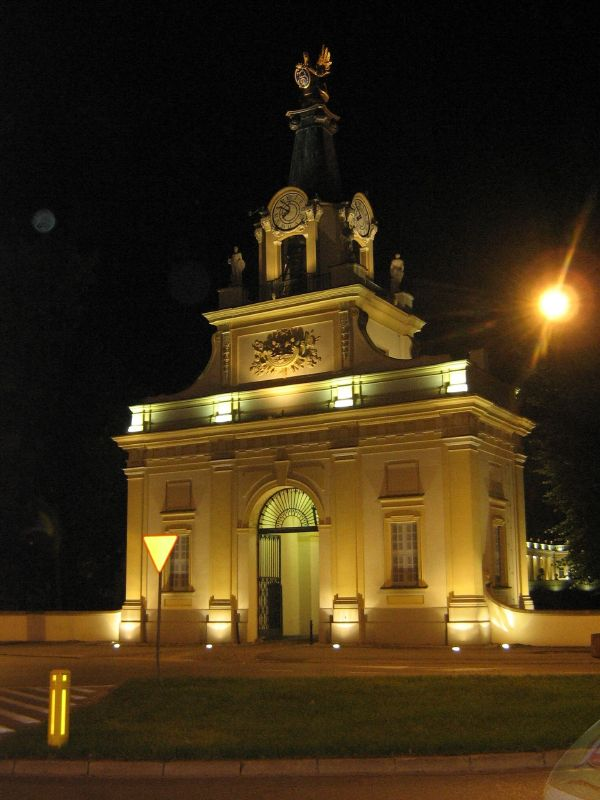
Brama Pałacu Branickich w Białymstoku
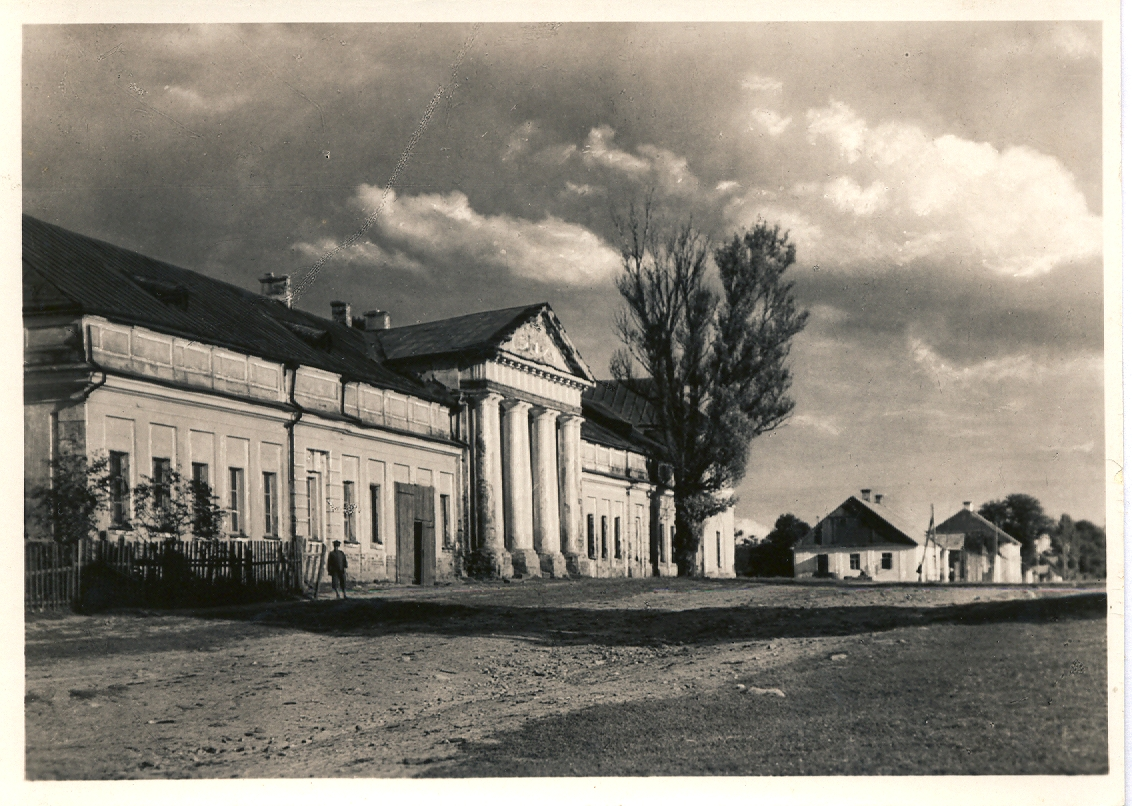
Pałac Sapiehów w Dereczynie (nieistniejący)
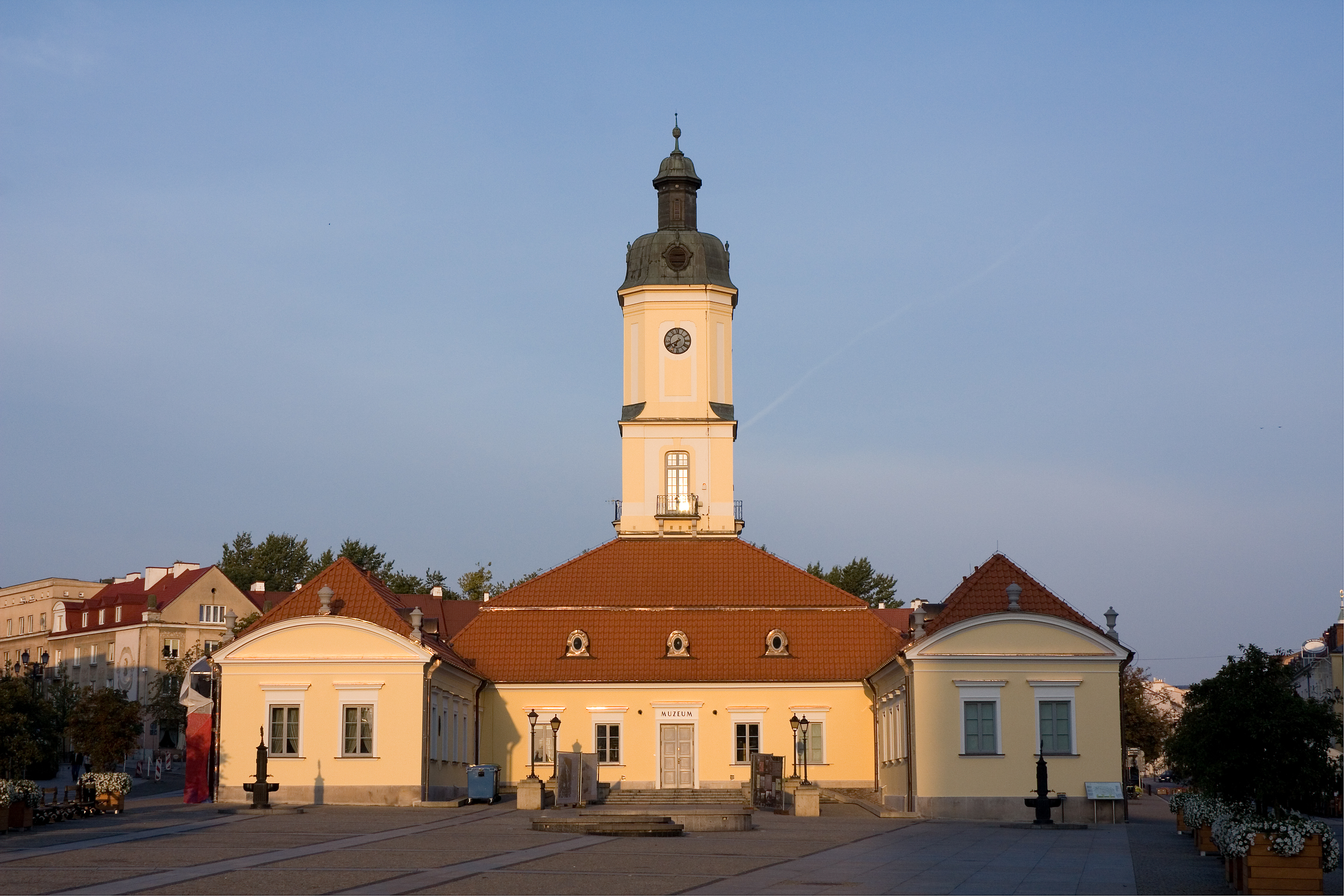
Ratusz w Białymstoku
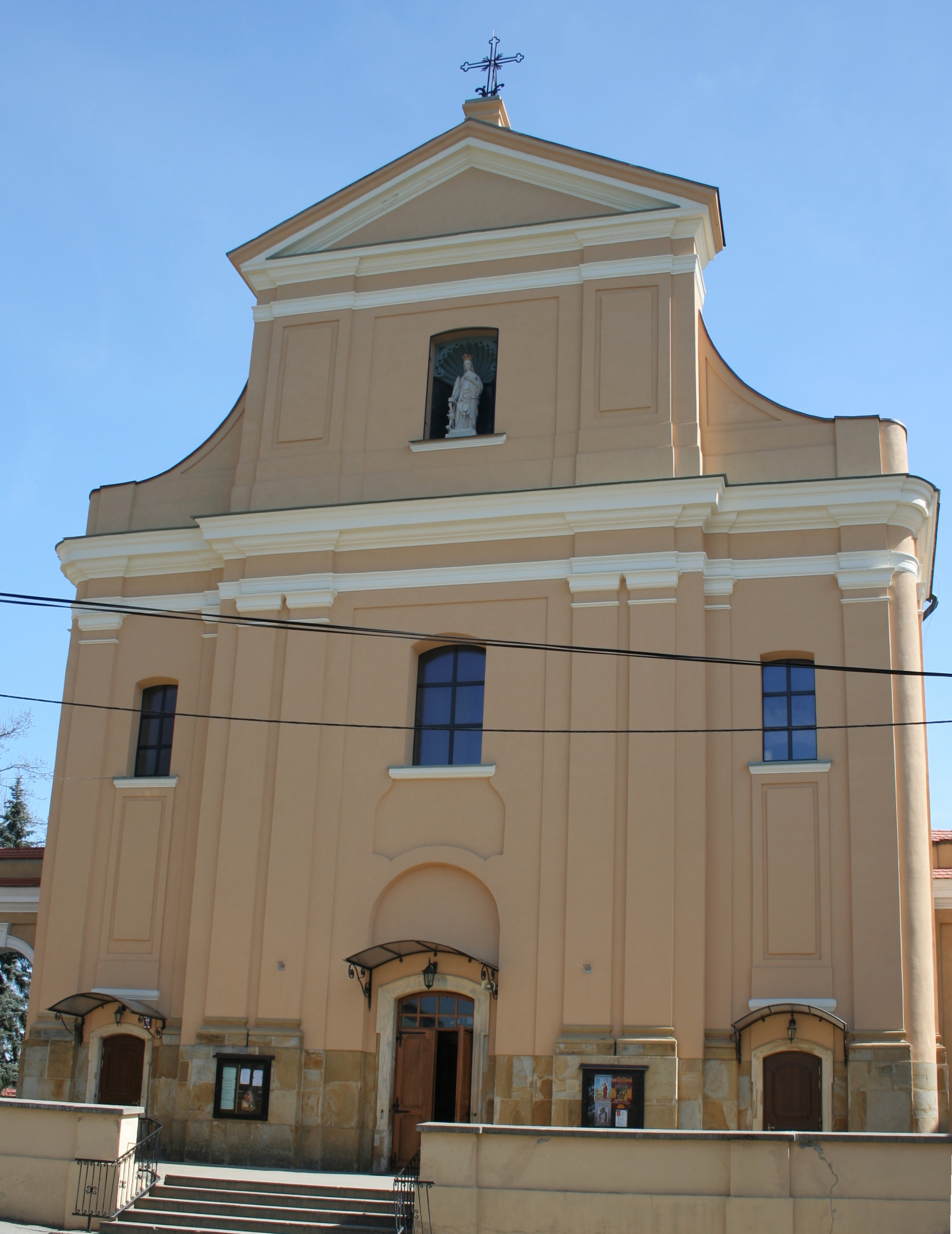
Kościół św. Trójcy w Tyczynie
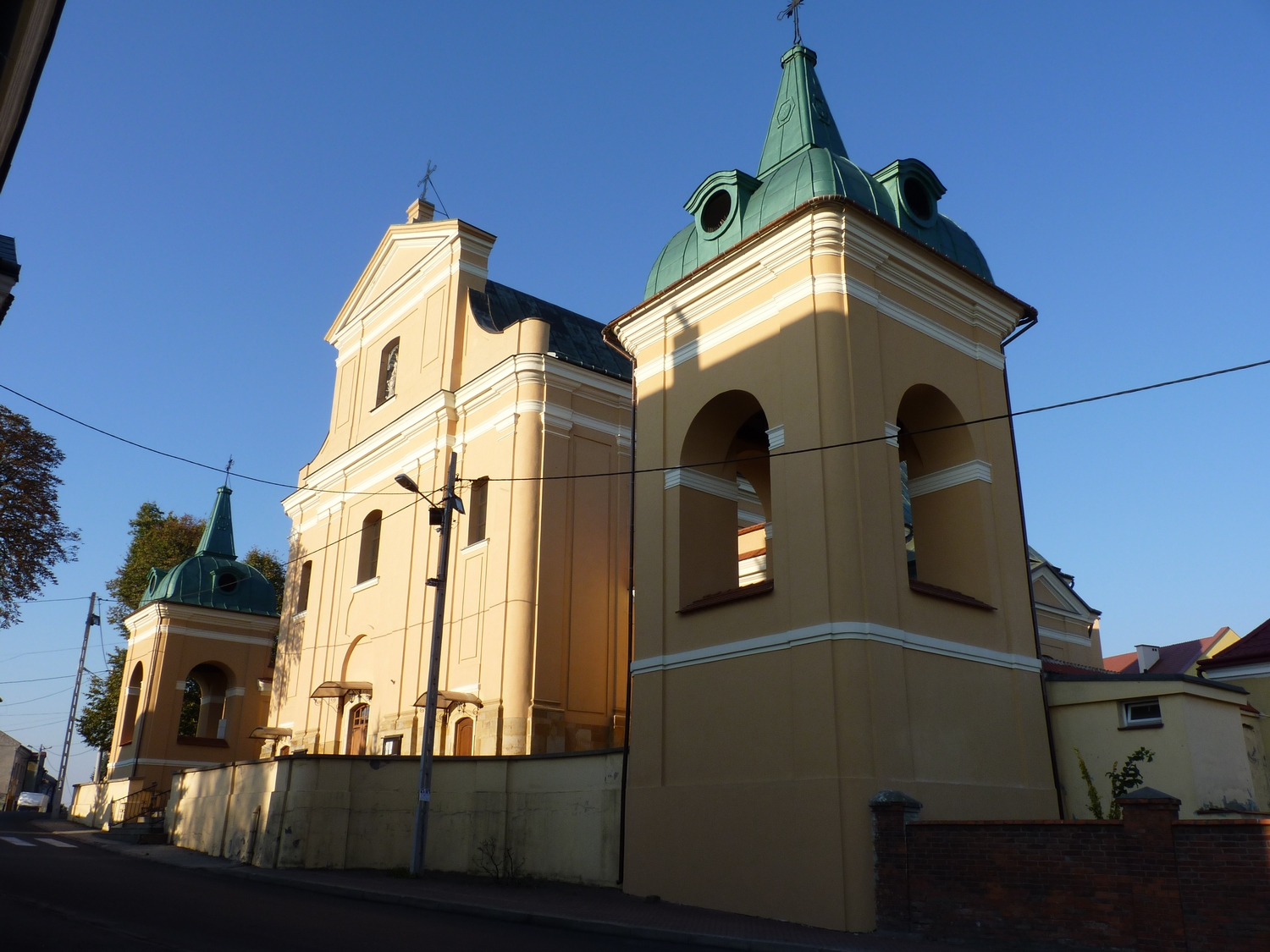
Wieże kościoła w Tyczynie
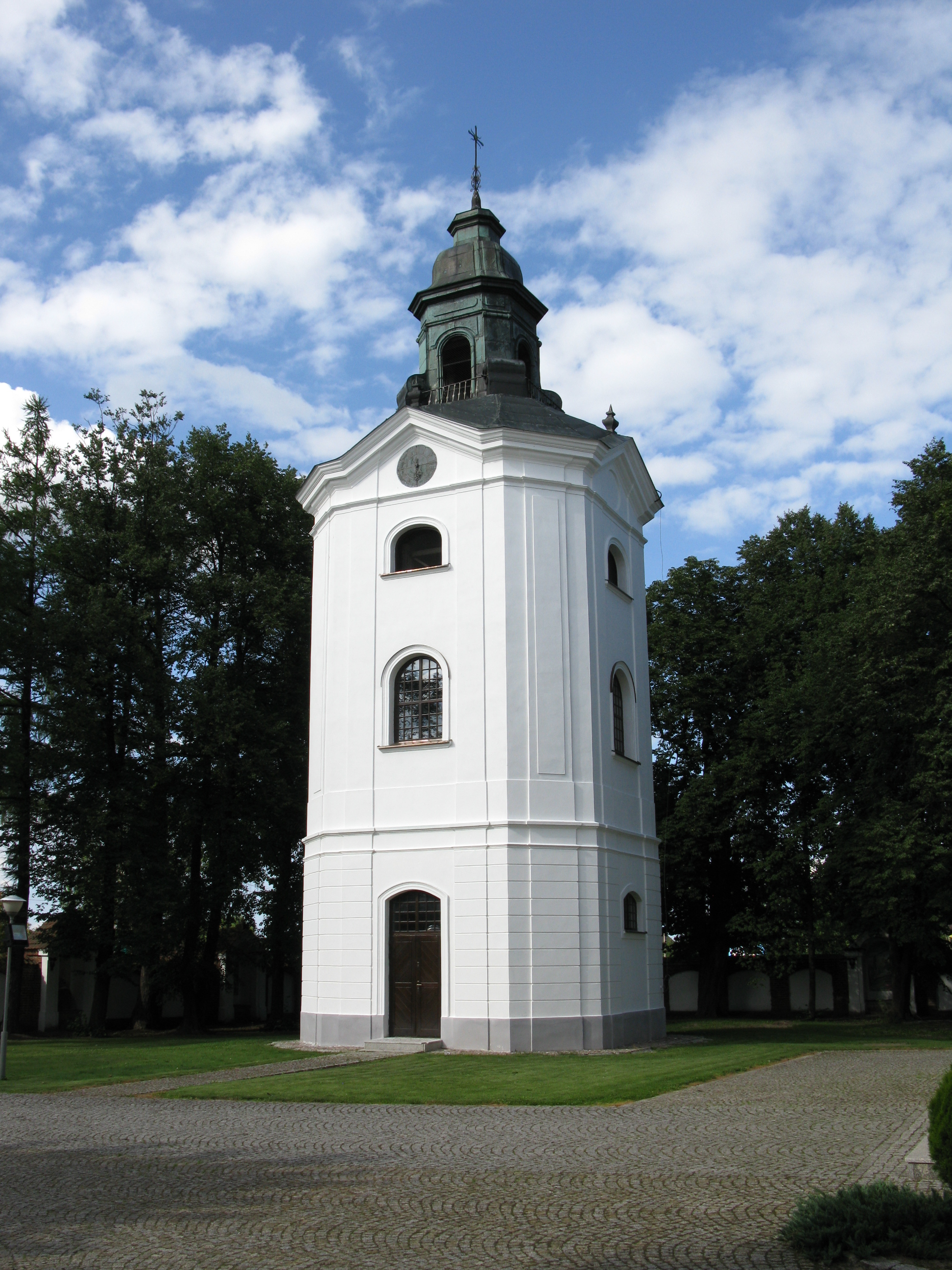
Dzwonnica - Boćki
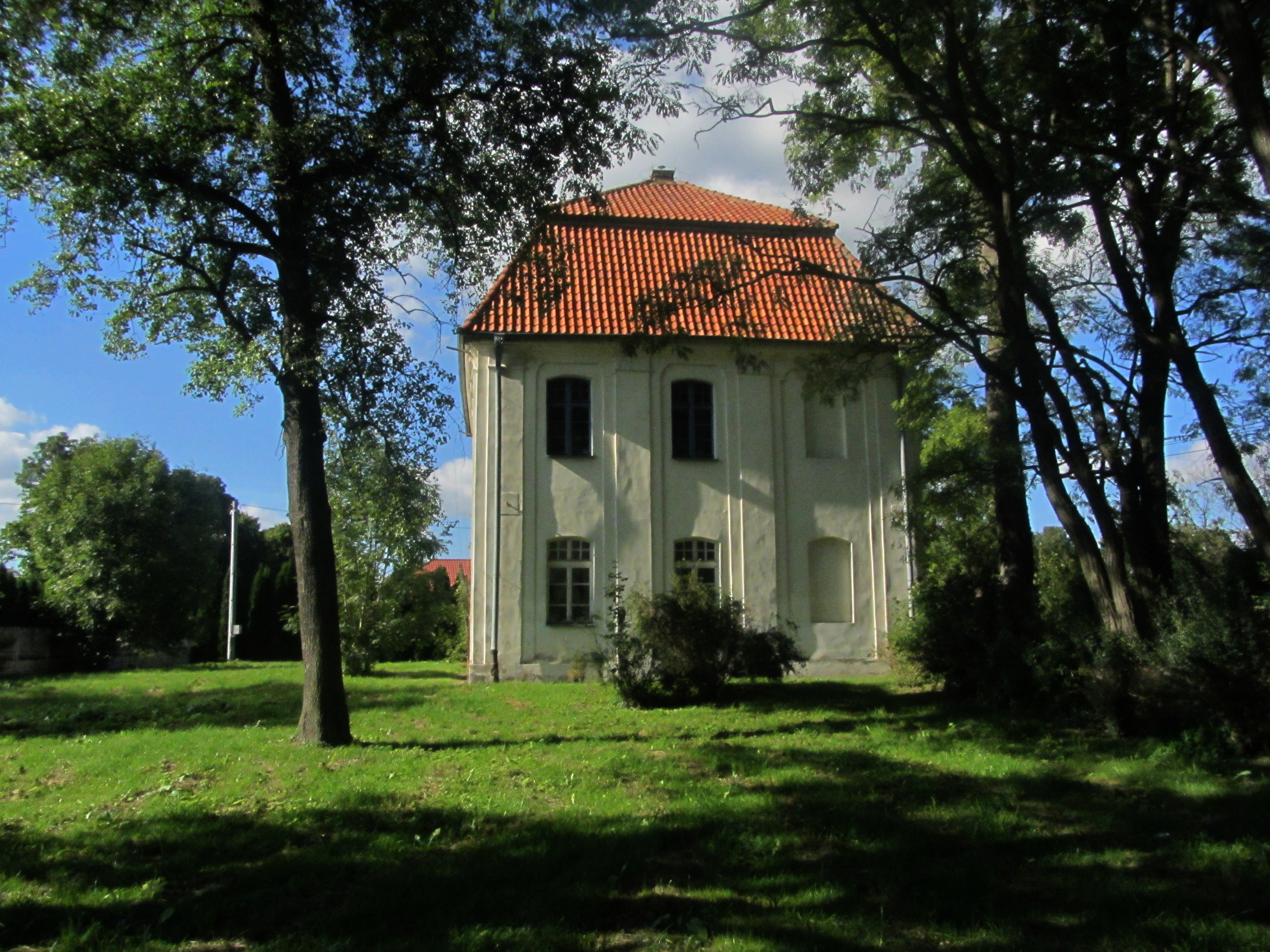
Pawilon - Turośń Kościelna